# 驻索马里兰外交机构列表

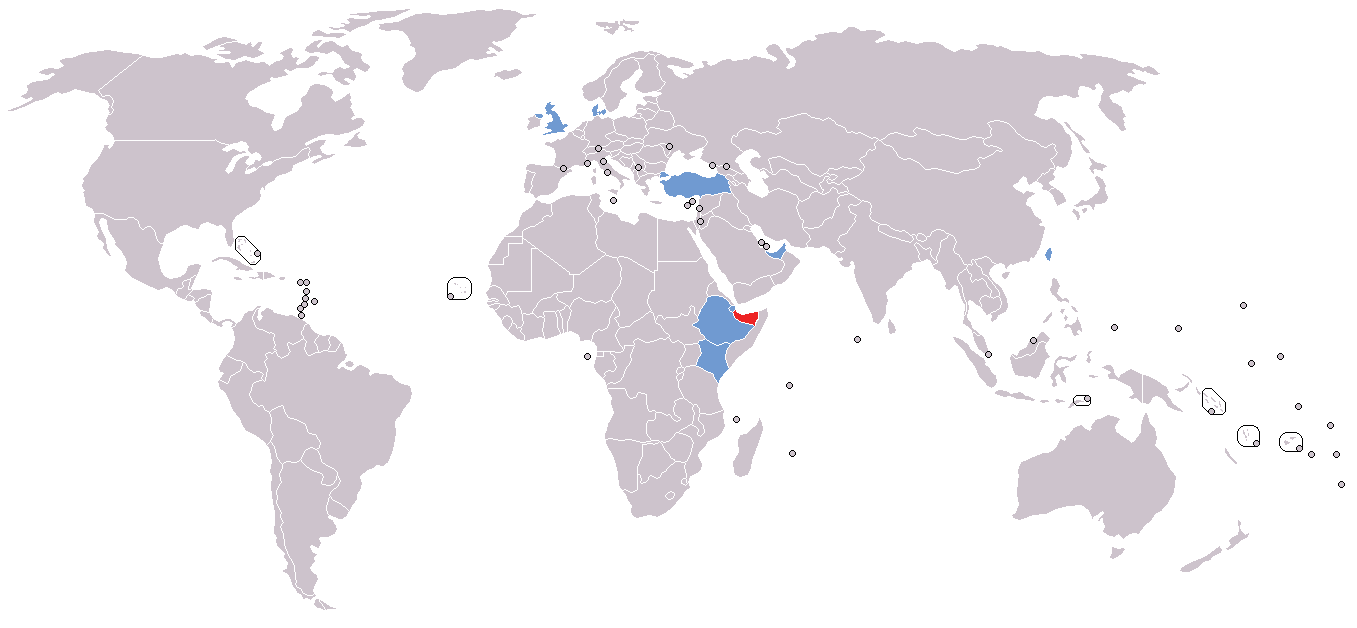
在索马里兰设立外交机构的国家
索马里兰
在索马里兰设立领事馆或代理办事处的国家

本列表为驻索马里兰外交机构列表。索马里兰是一个事实上独立的共和国， 但没有得到任何一个联合国成员国和国际组织的承认。绝大多数国家承认索马里兰是索馬利亞聯邦共和國的一部分。索马里兰的首都哈尔格萨没有任何联合国成员国的大使馆，目前有1個代表處、3个领事馆和多个联络处（Liaison office）。

## 代表處
- 中華民國：互相在對方首都設置代表處，中華民國外交部設置的代表處首長，均為大使銜外交官。

## 总领事馆
- （总领事馆）[2]
- 衣索比亞（总领事馆）[3]
- 土耳其（总领事馆）[4]

## 代表办事处
- 英国（办事处）
- 丹麦（联络处）[5]
- （联络处）
- 阿联酋（联络处）